# Lambda Scorpii
A Lambda Scorpii (λ Sco, λ Scorpii, Shaula) a második legfényesebb csillagrendszer a Skorpió csillagképben, az éjszakai égbolt egyik legfényesebb csillaga. Magyarországról csak szeptemberben látható.

## Leírása
A Lambda Scorpii egy többszörös csillagrendszer, ami tőlünk 702 fényév távolságban található. Három látható komponense van. Az első, a Lambda Scorpii A B-színképosztályú szub-óriáscsillag, Béta Cephei típusú változócsillag. A Lambda Scorpii B 15-ös magnitúdójú és 42 ívmásodpercre van a főcsillagtól. A 12-es magnitúdójú Lambda Scorpii C 95 ívmásodpercre van a főcsillagtól. Nem ismeretes, hogy a három csillag fizikailag is összekapcsolódik-e vagy csak látszólagosan. A B komponens 7500 csillagászati egységre van az A-tól, a C komponens 17 000 CsE-re.
A C komponens forgásideje 6 nap, a B komponensé 1053 nap. A csillagok tömegei: 10,4±1,3, 8,1±1,0, 1,8±0,2 naptömeg (A, B, C sorrendben). A csillagrendszer korát 10–13 millió évre becsülik.

## Nevének eredete
Hagyományos neve: Shaula, ami az arab الشولاء  al-šawlā´ kifejezésből ered, melynek jelentése: a felemelt farok, utalva arra, hogy ez a skorpió fullánkja. A kínai kultúrkörben 尾宿八 („a farok nyolcadik csillaga”) néven ismert.
A Bayer-féle jelölésben a lambda (λ) görög betűt kapta, annak ellenére, hogy a második legfényesebb csillag abban a csillagképben.

## Megfigyelések
Tőle pár fokkal északkeletre látható a Messier 7 nyílthalmaz.

## Megjelenése a kultúrában
- Az υ Sco (Lesath) csillaggal együtt szerepel a mezopotámiai MUL.APIN szövegekben, mint dSharur4 u dShargaz (jelentése: „Sharur és Shargaz”)[8]

- A kopt nyelvben Minamref volt a neve.[9]
- A Shaula szerepel Brazília zászlaján, Rio Grande do Norte államot jelképezve.[10]

- Ausztrália Victoria államának északnyugati részén élő boorong bennszülöttek Karik Karik néven ismerték (együtt az υ Sco-val),[11] aminek jelentése: „a sólymok”.[12]
- Az IDW Publishing által kiadott The Transformers képregényben a Cybertron bolygó a Lambda Scorpii („Shaula”) körül kering.
- Az Amerikai Egyesült Államok Haditengerészetének USS Shaula (AK-118) teherhajója a csillag után kapta nevét.

## Fordítás
- Ez a szócikk részben vagy egészben  a   Lambda Scorpii című angol Wikipédia-szócikk fordításán alapul.  Az eredeti cikk szerkesztőit annak laptörténete sorolja fel. Ez a jelzés csupán a megfogalmazás eredetét és a szerzői jogokat jelzi, nem szolgál a cikkben szereplő információk forrásmegjelöléseként.